# Enteriska nervsystemet
Enteriska nervsystemet (ENS) är en del av det autonoma nervsystemet. Det består av ett väv-likt system av neuroner som styr funktioner i mag- och tarmkanalen och har särskilda proteiner som ansvarar för kommunikation.
Systemet kallas ibland en "andra hjärna" för att matstrupen, magen och tarmarna är täckta av ett hölje med vävnad som innehåller samma signalsubstans som i hjärnan, och som påverkas av densamma.